# 토리당
토리당(Tory Party)은 한때 잉글랜드 왕국의 정당이었다. 현재 보수당의 전신에 해당한다. 찰스 2세 시대인 1678년부터 1681년 사이 왕위 계승 문제를 둘러싸고 가톨릭 교도였던 왕의 아우 요크 공작 제임스의 즉위를 인정하는 사람들을 가리켜 "토리(Tory)"라고 말했던 게 시작이다.

## 왕위 계승

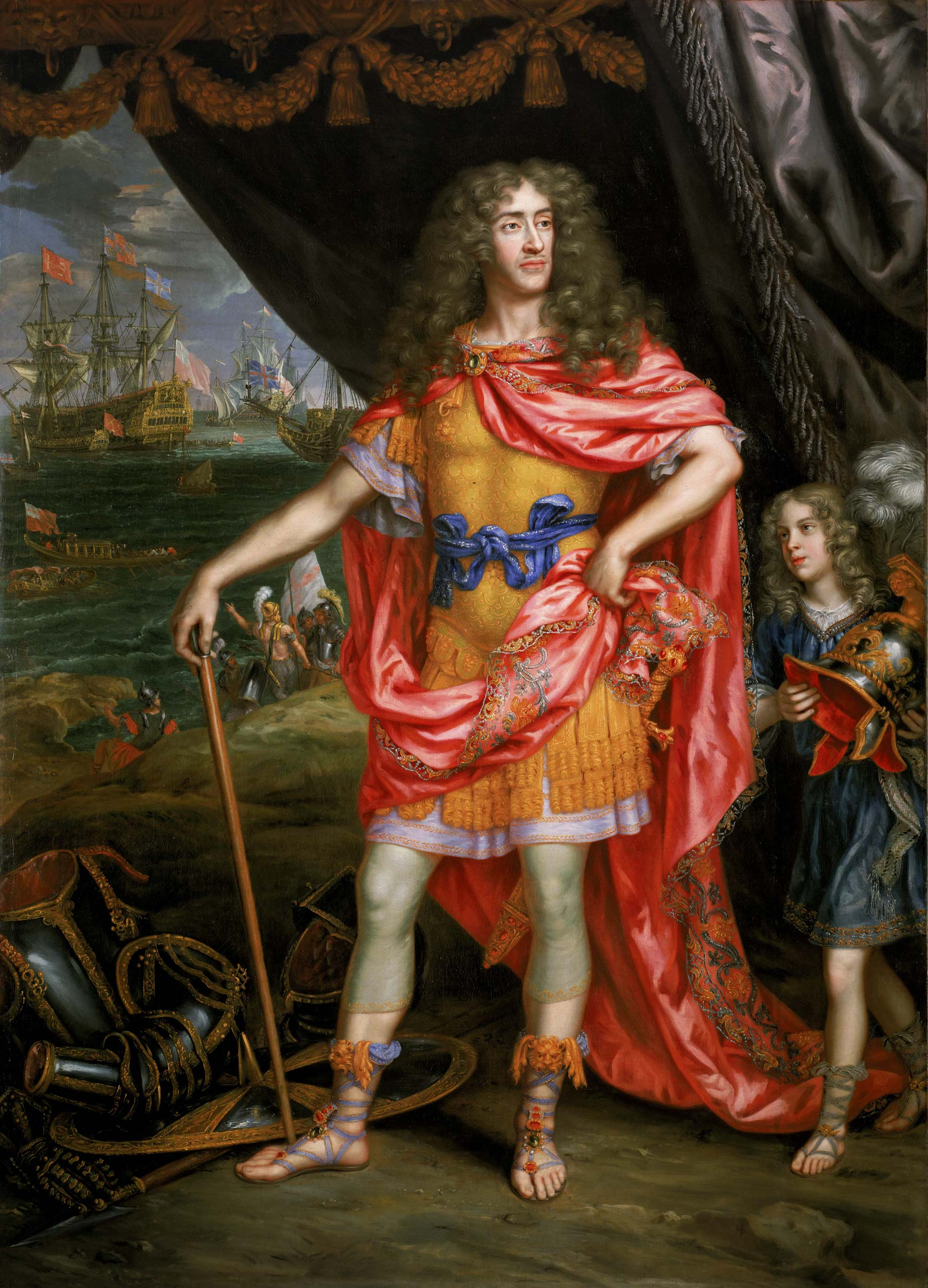
요크 공작 제임스

1660년 청교도 혁명 이후 왕정복고를 통해 즉위한 찰스 2세는 적자가 없었고 다음 잉글랜드 왕으로 찰리의 동생 요크 공작 제임스를 주목하고 있었다. 그러나 제임스는 로마 가톨릭 신자이며, 성공회를 국교로 삼는 영국에서 가톨릭 교도를 국왕으로 받아들이는 것에 대해 강한 거부감이 있었다. 이 후계 문제는 영국 의회에서도 제임스의 즉위를 인정하는 측과 인정하지 않는 측으로 나뉘어 격렬한 논쟁을 벌였다.
여기에 제임스의 즉위를 인정하지 않는 측이, 인정 하는 측을 가리켜 〈토리〉(Tory)라고 부른 것이 그 시작이다. "토리(Tory)"는 아일랜드어의 "toraidhe"에서 유래되었으며, 그 의미는 "불량" 혹은 "도적"이라는 뜻이다. 한편 즉위를 인정하는 자들은 즉위를 인정하지 않는 자들을 가리켜 〈휘그〉(Whig)라고 불렀고, 스코틀랜드어에서 "모반자", "말 도둑"이라는 의미였다.
휘그는 제임스의 왕위 계승권을 박탈하는 법안을 의회에서 통과 시키려고 시도했지만, 이것은 토리의 반대를 받아 인정되지 않았다. 결국 제임스의 대관식은 인정되었고, 1685년, 영국 왕 제임스 2세로 왕위에 즉위했다.
또한 이 당시의 휘그, 토리는 현재와 같은 강령을 채택한 당으로 일치하는 정책의 실현하는 목표 정당 (Party)이 아니라 어디까지나 제임스의 즉위 문제에만 한정된 전문 그룹이었다.

## 명예혁명
메리의 여동생 앤이 자식이 없이 죽자, 스튜어트 왕가는 단절되었고, 하노버 왕국에서 새 국왕 조지 1세를 맞이하여 하노버 왕가가 성립되었다. 이 새로운 국왕 조지 하의 경제수장에 임명된 로버트 월폴의 재임 기간에는 의원내각제가 발달하게 된다. 월폴은 "휘그" 소속으로, 초기 현대 영국 의회는 휘그의 우세로 진행되었다. 또한 "토리"가 정당으로 보수당이라고 할 수 있는 체계를 갖춘 것도 이 시기였다.
"토리"에서 처음 총리가 선출된 것은 1762년 3대 뷰트 백작 존 스튜어트의 시기로 월폴이 선출된 40년 이후였다. 이후의 정권 교체는 보수당, 휘그당이 번갈아 가며, 20년에서 40년 간 긴 기간을 정권을 담당하는 형태가 되었다. 현재와 같이 정기적인 정권 교체라고 말할 수 있게 된 것은 "보수당"이 초대 웰링턴 공작 아서 웰즐리, 휘그당이 제 2대 그레이 백작 찰스 그레이를 배출한 시대인 1830년대부터였다.
그러나, "토리당"과 "휘그당 "이라는 양대 세력이 발달한 결과 영국 의회에서는 양당제가 발달했다는 평가를 받고 있다.

## 토리의 정책
보수당은 지주 계층을 정권의 지지기반으로 하고 지주 계층의 이권을 보호하는 정책을 취했다. 즉 보수주의자이다. 지주 계층의 이권을 보장하는 정책으로 당시 곡물법이 있었다. 그러나 이것은 휘그당의 지지 기반인 자유주의 무역을 신봉하는 부르주아의 반대 운동에 의해 폐지되었다. 당시 총리는 보수당의 로버트 필로 이것은 야당도 정권에 큰 영향력을 미칠 수는 좋은 예가 되었다.
토리는 현재 "보수주의"( Conservatism ) 또는 "보수주의자"( Conservative )라고 하는 의미도 가지고 있는데, 원래 그런 뜻은 없었으나, 토리당이 보수주의를 취하는 태도 때문에 보수주의라는 의미가 추가된 것이다.

## 토리당에서 보수당으로
토리당과 휘그당이 일상적인 정권 교체를 할 수 있게 된 1830년대 이후는 영국 의회 정치의 정계 재편기이기도 했다. 도시의 공장 노동자가 선거권 확대, 비밀 선거, 평등 선거, 철저한 생활 처우 개선을 요구하는 차티스트 운동을 전개한 것은 의회 정치의 발달에도 큰 영향을 미쳤다. 토리당, 휘그당 모두 정당으로 조직 변화를 기대하게 되었다. 1834년에 로버트 필 아래, 당은 "보수당"으로 바뀌었고 새로 시작하게 되었다. 그러나 지금도 신문의 표제 등에는 보수적이라는 의미의 "토리"라는 것이 있다.

## 역대 선거 결과
| 선거    | 당선자    | 득표율 | 당 대표                                                   |
| ------- | --------- | ------ | --------------------------------------------------------- |
| 1661    | 379 / 513 | 0%     | 제1대 클래런던 백작 에드워드 하이드                       |
| 1679.3  | 137 / 513 | 0%     | 존 얼                                                     |
| 1679.10 | 210 / 513 | 0%     | 존 얼                                                     |
| 1681    | 193 / 513 | 0%     | 찰스 2세                                                  |
| 1685    | 468 / 513 | 0%     | 제임스 2세                                                |
| 1689    | 232 / 513 | 0%     | 제1대 리즈 공작 토마스 오스본                             |
| 1690    | 243 / 513 | 0%     | 제1대 리즈 공작 토마스 오스본                             |
| 1695    | 203 / 513 | 0%     | 없음                                                      |
| 1698    | 208 / 513 | 0%     | 없음                                                      |
| 1701.1  | 249 / 513 | 0%     | 없음                                                      |
| 1701.12 | 240 / 513 | 0%     | 없음                                                      |
| 1702    | 249 / 513 | 0%     | 제1대 고돌핀 백작 시드니 고돌핀·제1대 말버러 공작 존 처칠 |
| 1705    | 260 / 513 | 0%     | 제1대 말버러 공작 존 처칠                                 |
| 1707    | 267 / 558 | 0%     | 제1대 고돌핀 백작 시드니 고돌핀                           |
| 1708    | 222 / 558 | 0%     | 제1대 고돌핀 백작 시드니 고돌핀                           |
| 1710    | 346 / 558 | 0%     | 제1대 옥스포드와 모티머 백작 로버트 할리                  |
| 1713    | 369 / 558 | 0%     | 제1대 옥스포드와 모티머 백작 로버트 할리                  |
| 1715    | 217 / 558 | 0%     | 헨리 세인트 존, 볼링브룩 1세                              |
| 1722    | 169 / 558 | 0%     | 제3대 남작 윌리엄 윈덤                                    |
| 1727    | 128 / 558 | 0%     | 헨리 세인트 존, 볼링브룩 1세                              |
| 1734    | 145 / 558 | 0%     | 헨리 세인트 존, 볼링브룩 1세                              |
| 1741    | 136 / 558 | 0%     | 제3대 남작 왓킨 윌리엄스 윈                               |
| 1747    | 117 / 558 | 0%     | 제3대 남작 왓킨 윌리엄스 윈                               |
| 1754    | 106 / 558 | 0%     | 제6대 남작 에드먼드 이스햄                                |
| 1761    | 112 / 558 | 0%     | 제6대 남작 에드먼드 이스햄                                |
| 1768    |           |        | 노스 경 프레더릭 노스                                     |
| 1774    | 343 / 558 | 0%     | 노스 경 프레더릭 노스                                     |
| 1780    | 260 / 558 | 0%     | 노스 경 프레더릭 노스                                     |
| 1784    | 280 / 558 | 0%     | 윌리엄 피트                                               |
| 1790    | 340 / 558 | 0%     | 윌리엄 피트                                               |
| 1796    | 424 / 558 | 0%     | 윌리엄 피트                                               |
| 1802    | 383 / 658 | 0%     | 제1대 시드머스 자작 헨리 애딩턴                           |
| 1806    | 228 / 658 | 0%     | 제3대 포틀랜드 공작 윌리엄 캐번디시벤팅크                 |
| 1807    | 216 / 658 | 0%     | 제3대 포틀랜드 공작 윌리엄 캐번디시벤팅크                 |
| 1812    | 400 / 658 | 0%     | 제2대 리버풀 백작 로버트 젱킨슨                           |
| 1818    | 280 / 658 | 0%     | 제2대 리버풀 백작 로버트 젱킨슨                           |
| 1820    | 341 / 658 | 0%     | 제2대 리버풀 백작 로버트 젱킨슨                           |
| 1826    | 428 / 658 | 0%     | 제2대 리버풀 백작 로버트 젱킨슨                           |
| 1830    | 250 / 658 | 0%     | 제1대 웰링턴 공작 아서 웰즐리                             |
| 1831    | 235 / 658 | 0%     | 제1대 웰링턴 공작 아서 웰즐리                             |
| 1832    | 175 / 658 | 29.2%  | 제1대 웰링턴 공작 아서 웰즐리                             |

## 같이 보기
- 휘그당 (영국)